# Івановка (Давлекановський район)
Іва́новка (рос. Ивановка, башк. Ивановка) — село у складі Давлекановського району Башкортостану, Росія. Адміністративний центр Івановської сільської ради.
Населення — 749 осіб (2010; 750 в 2002).
Національний склад:
- росіяни — 82 %